# Vịt Ác là

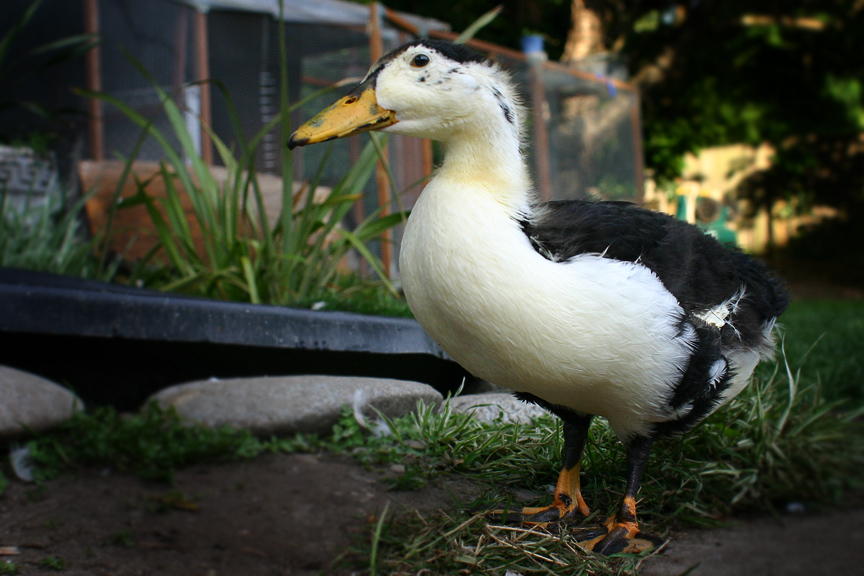
Một con vịt ác là

Vịt Ác là hay vịt Magpie là một giống vịt nhà đã được thuần dưỡng có kích thước nhẹ. Được phát triển vào đầu thế kỷ 20, chúng được nuôi như những con vịt có mục đích thông dụng vì chúng có các dấu hiệu hấp dẫn và là những lớp trứng có năng suất cao. 

## Đặc điểm
Chúng được đặt tên cho bộ lông đen trắng đặc trưng của nó, gợi nhớ đến màu sắc của loài chim Ác là châu Âu, ví dụ điển hình của giống vịt này chủ yếu là màu trắng với hai mảng màu đen lớn ở phía sau và đầu của đầu. Khi những con vịt này già đi, thì những mảng màu đen thường bắt đầu bị lốm đốm với màu trắng và cuối cùng có thể trở nên hoàn toàn trắng. Màu xanh, bạc và sô cô la rất hiếm, cũng là những màu sắc mà giống vịt Magpies có thể xâm nhập. Tuy nhiên, màu xanh là loại khác duy nhất ngoài màu đen được Hiệp hội Gia cầm Hoa Kỳ công nhận.
Tương tự như hình dạng cho vịt Khaki Campbell, nhưng đáng kể hơn. Thịt của chúng có chất lượng ngon. Thân thịt sẽ được chọn lọc sạch sẽ bởi vì màu thịt của chúng sáng, và mỗi con vịt sẽ sinh ra các phần thích hợp cho hai đến ba người. Vịt Magpie được sắp xếp hợp lý với một dáng chạy thẳng đứng cho thấy ở vịt chạy Ấn Độ đã có trong dòng máu huyết quản tổ tiên của nó. Những đặc trưng của cái mỏ có màu vàng hoặc màu cam, nhưng chuyển sang màu xanh xám ở những con vịt già. Chân và bàn chân có màu cam nhưng có thể bị lốm đốm giống như bị lấm lem.
Ngực vịt này tròn và cổ dài vừa phải. Con vịt đực có khi lông đầy lông, cong trên đuôi. Vịt mái có, khi lông đầy đủ, lông thẳng trên đuôi. Vịt trống nặng khoảng 2,7 kg (6,0 lb) trung bình, và vịt mái thì khoảng 2,5 kg (51⁄2 lb), mặc dù tiêu chuẩn Mỹ chỉ định 1 pound (0,45 kg) thấp hơn cho mỗi cá thể. Chúng đẻ từ 220-290 quả trứng lớn có vỏ màu trắng mỗi năm. Chúng là một giống vịt có khả năng ăn mạnh, hoạt động mạnh mẽ và sống trong khoảng 9 đến 12 năm. Trong khi thường ở nhà trên đất liền và không có khả năng bay xa, chúng có thể đẩy mình lên một bức tường 2–3 foot nếu bị giật mình.

## Tính nết

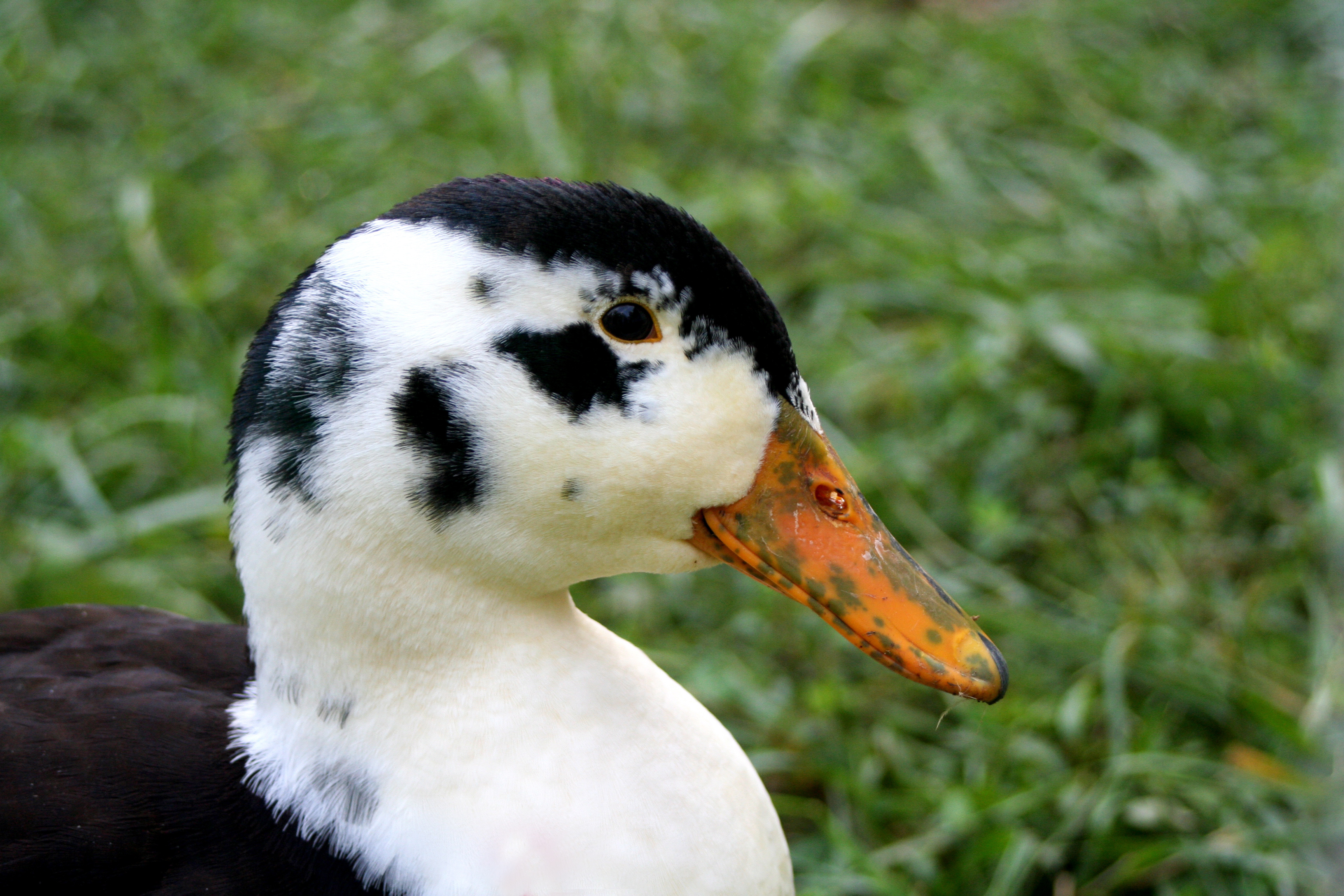
Cái đầu của vịt ác là

Vịt Magpie thường là một giống vịt ngoan ngoãn và điềm tĩnh, đặc biệt khi được chăm sóc thường xuyên. Cá thể có thể được xâu chuỗi cao trong bầy đàn. Việc chăm sóc thường xuyên từ khi còn non sẽ đảm bảo rằng vịt Magpie của bạn thân thiện và dễ quản lý. Một con vịt Magpie kích động thì dáng đứng có xu hướng đứng thẳng đứng hơn, trong khi một con vịt thoải mái thì dáng vẻ thân hình nom có vẻ ngang hơn. Những con vịt này sẽ ăn cỏ và tìm kiếm, bổ sung một phần đáng kể thức ăn của chúng từ cỏ, hạt, côn trùng và sinh vật dưới nước. Chúng háo hức tìm kiếm và ăn những con sên, ốc sên và côn trùng; rất nhiều để những người nuôi súc vật lớn nhận thấy rằng những con vịt này có hiệu quả trong việc loại trừ nhiễm trùng gan.

## Lịch sử
Con vịt Magpie được cho là có nguồn gốc từ đầu những năm 1900, được phát triển bởi Oliver Drake và M.C. Gower-Williams ở xứ Wales. Có thể chúng được chọn lọc từ giống vịt Huttegem của Bỉ, một giống vịt cổ xưa đã được phổ biến ở khu vực nuôi vịt phía bắc Brussels vào thế kỷ 19. Mô tả của vịt Huttegem là đáng kể tương tự như vịt Magpie hiện đại, và hình ảnh cũ cho thấy nhiều đặc tính của Magpie bao gồm cả màu sắc lông. Con vịt Magpie được nhập khẩu vào Hoa Kỳ từ Anh Quốc vào năm 1963, nhưng không được nuôi giữ rộng rãi.
Nó được nhận vào Tiêu chuẩn hoàn thiện của Mỹ vào năm 1977, nhưng nó đã không trở nên phổ biến ở Hoa Kỳ cho đến năm 1984. Nó vẫn là một trong những loại vịt thuần hóa hiếm hơn. Màu sắc của vịt con sẽ không thay đổi khi chúng phát triển thành người lớn, do đó, các nhà tạo giống có thể chọn mẫu vật tốt để nhân giống trong khi sử dụng các con vịt khác làm gia cầm tiện ích. Điều tra số lượng của chúng vào năm 2000 của ALBC về các giống thủy cầm ở Bắc Mỹ chỉ tìm thấy 126 giống vịt Magpie. Trong khi bảy người báo cáo giống Magpie, chỉ có một đàn sinh sản chính với 50 hoặc nhiều loài giống sinh sản đã tồn tại.